# Domknięcie (programowanie)
Domknięcie – w metodach realizacji języków programowania jest to obiekt wiążący funkcję lub referencję do funkcji oraz środowisko mające wpływ na tę funkcję w momencie jej definiowania. Środowisko przechowuje wszystkie nielokalne obiekty wykorzystywane przez funkcję. Realizacja domknięcia jest zdeterminowana przez język, jak również przez kompilator.
Domknięcia występują głównie w językach funkcyjnych, w których funkcje mogą zwracać inne funkcje (tzw. funkcje wyższego rzędu), wykorzystujące zmienne utworzone lokalnie. Aby funkcje tego typu były możliwe, muszą one być typem pierwszoklasowym.

## Przykład
Przykład domknięcia w języku Python:
```
def
 
mnozenie_przez
(
mnoznik
):

	
def
 
domnoz
(
mnozna
):

		
# funkcja wykorzystuje dwie zmienne:

		
# mnozna – dostępną dla użytkownika

		
# mnoznik – zdefiniowaną tylko wewnątrz funkcji 'mnozenie_przez'

		
return
 
mnozna
 
*
 
mnoznik

	
return
 
domnoz

iloczyn_5_przez
 
=
 
mnozenie_przez
(
5
)

print
(
iloczyn_5_przez
(
12
))
	
# zostanie wypisane 12*5, czyli 60

```

funkcja iloczyn_5_przez oprócz argumentu formalnego mnozna ma dostęp (poprzez domknięcie) do kopii wartości mnoznik przekazanej w wywołaniu funkcji mnozenie_przez (w tym przykładzie mnoznik to liczba 5). Poniżej ten sam przykład w języku JavaScript:
```
function
 
mnozenie_przez
(
x
)
 
{

  
return
 
function
(
y
)
 
{

    
return
 
x
 
*
 
y
;

  
};

}

var
 
iloczyn_5_przez
 
=
 
mnozenie_przez
(
5
);

console
.
log
(
iloczyn_5_przez
(
12
));
 
// 60

```